# José Joaquim Pacheco
José Joaquim Pacheco (Óbidos, 1792 — Areosa (Paranhos), 2 de dezembro de 1833), conhecido por coronel Pacheco, foi um oficial do Exército Português que se distinguiu no período inicial da Guerra Civil Portuguesa tendo comandado as forças liberais que fizeram a campanha dos Açores, um conjunto de expedições militares que a partir da ilha Terceira permitiu a conquista das restantes ilhas do  arquipélago dos Açores. Morreu em combate durante o Cerco do Porto.

## Biografia
Alistou-se a 25 de outubro de 1807 como voluntário no Regimento de Infantaria n.º 4. Foi sucessivamente promovido a cadete, em 1809; a alferes, no final desse ano; a tenente, em 1812; a capitão, para a Divisão de Vila Rica del Rei, no Brasil, em 1815; a major, em 1821.
Participou na Guerra Peninsular, assistindo à batalha do Buçaco e à batalha de Albuera como alferes e às de Vitória, Pirenéus e Toulouse como tenente, recebendo a Cruz da Guerra Peninsular.
Em 1815 foi para o Brasil como capitão, tendo então participado na campanha do Rio da Prata (1818-1823) recebendo as medalhas das campanhas de Montevideu.
Regressou a Portugal e ingressou no Exército, como major do Regimento de Infantaria 7, mas devido às suas ideias liberais emigrou depois da derrota do Porto, em 1828. Desembarcou na Terceira, em 18 de Agosto de 1830 e por portaria da Regência de Angra, de 15 de abril de 1831, sob proposta do conde de Vila Flor foi nomeado comandante da força expedicionária de desembarque, que sob o comando daquele general conquistou as ilhas ocupadas pelos miguelistas.
Acompanhou o Exército Libertador, desembarcando no Mindelo, em 8 de julho de 1832. Foi graduado em tenente-coronel (1832) pela bravura demonstrada na bateria de São Cosme, durante o cerco do Porto. Passou a coronel graduado e a 25 de agosto de 1833 a efectivo, servindo como chefe do Estado Maior das tropas do Exército Libertador estacionadas no Porto, sob o comando do tenente-general Thomas William Stubbs. 
Morreu dos ferimentos sofridos em combate, a 2 de dezembro de 1833, no lugar de Areosa (Paranhos), cidade do Porto, quando era coronel do Regimento de Infantaria n.º 10.